# Report of the Exploring Expedition to the Rocky Mountains in the year 1842
Report of the Exploring Expedition to the Rocky Mountains in the year 1842 (abreviado Rep. Exped. Rocky Mts.) es un libro con ilustraciones y descripciones botánicas que fue escrito por el militar estadounidense, explorador del antiguo Oeste, «aventurero» y político, John C. Frémont. Fue publicado en 1845.